# Snow Ruyi National Ski Jumping Centre
Das Nationale Skisprungzentrum Schnee-Ruyi (chinesisch 雪如意国家跳台滑雪中心, Pinyin Xuě rúyì guójiā tiàotái huáxuě zhōngxīn) ist eine Schanzenanlage mit zwei Skisprungschanzen nahe der chinesischen Stadt Zhangjiakou. Auf den Schanzen wurden die Skisprung-Wettbewerbe der Olympischen Winterspiele 2022 ausgetragen.

## Geschichte

### Entstehung und Planung
Am 31. Juli 2015 wurde bei der 128. IOC-Sitzung in Kuala Lumpur in Malaysia bekanntgegeben, dass die 24. Olympischen Winterspiele 2022 in Peking ausgetragen werden. Das Organisationskomitee plante die Durchführung der Schneesportwettkämpfe in der 180 km nordöstlich von Peking liegenden Region Zhangjiakou in der Provinz Hebei. Zhangjiakou liegt rund 1500 m über dem Meeresspiegel und ist eine beliebte Skiregion. Die Schanzen sind Teil des Nordischen Ski- und Biathlonzentrums Guyangshu und befinden sich in der Nähe des Dorfes Guyangshu im Distrikt Chongli.
Die Kosten für die olympischen Skisprungschanzen wurden ursprünglich auf über 60 Millionen US-Dollar geschätzt.

### Bauphase
Die Bauarbeiten begannen im Jahr 2017 und sollten ursprünglich 2019 enden. Aufgrund der Lage der Schanzen in einem Tal zwischen zwei Hügeln verzögerten sich die Bauarbeiten. Die Skisprungschanzen wurden schließlich im Dezember 2020 fertiggestellt.

### Nutzung
Den ersten Skisprung-Weltcup auf der chinesischen Schanze war für die Saison 2020/21 geplant. So hätte es am 13. und 14. Februar 2021 zwei Nachtspringen geben sollen, die allerdings aufgrund der COVID-19-Pandemie abgesagt wurden. Auch der geplante Skisprung-Continental-Cup, der im Januar 2021 hätte stattfinden sollen, wurde abgesagt. Nach den Olympischen Spielen sollen die Schanzen als nationales Trainingszentrum dienen.

### Name
Die Form der Schanze erinnert an ein Ruyi-Zepter, was so etwas wie ein chinesischer Talisman ist. Darum wurde die Anlage „Schnee-Ruyi“ genannt.

## Aufbau
Das Schanzengelände besteht aus zwei Schanzen. Die größere Schanze hat einen K-Punkt von 125 Metern sowie einen Hillsize von 140 und ist damit eine Großschanze. Die kleinere Schanze ist eine Normalschanze mit einem K-Punkt von 95 und einer Hillsize von 106. Die Großschanze hat eine Gesamthügelhöhe von 136,2 Metern, die Normalschanze hat eine Gesamthügelhöhe von 114,7 Metern. Beide Schanzen sind mit Matten belegt.
Das Stadion rund um die Anlage bietet eine Zuschauerkapazität für 10.000 Besucher.
Am oberen Ende des Anlaufs befindet sich eine 40 Meter hohe, kreisförmige Aussichtsplattform mit einem Durchmesser von 80 Metern. Hier findet man ein Panorama-Restaurant vor.

## Technische Daten
| Großschanze           | Großschanze                                      |
| --------------------- | ------------------------------------------------ |
| Erbaut                | 2020                                             |
| Anlauf                |                                                  |
| Anlauflänge           | 105,2 m                                          |
| Anlaufgeschwindigkeit | 94,6 km/h                                        |
| Schanzentisch         |                                                  |
| Tischhöhe             | 3,13 m                                           |
| Tischlänge            | 6,98 m                                           |
| Aufsprung             |                                                  |
| Hillsize              | 140 m                                            |
| Konstruktionspunkt    | 125 m                                            |
| Juryweite             | 140 m                                            |
| Größe                 |                                                  |
| Gesamthöhe der Anlage | 136,2 m                                          |
| Schanzenrekord        | Herren: 142,0 m Ryōyū Kobayashi 12. Februar 2022 |

| Normalschanze         | Normalschanze                                                                               |
| --------------------- | ------------------------------------------------------------------------------------------- |
| Erbaut                | 2020                                                                                        |
| Anlauf                |                                                                                             |
| Anlauflänge           | 100 m                                                                                       |
| Anlaufgeschwindigkeit | 90,8 km/h                                                                                   |
| Schanzentisch         |                                                                                             |
| Tischhöhe             | 2,37 m                                                                                      |
| Tischlänge            | 6,5 m                                                                                       |
| Aufsprung             |                                                                                             |
| Hillsize              | 106 m                                                                                       |
| Konstruktionspunkt    | 95 m                                                                                        |
| Juryweite             | 106 m                                                                                       |
| Größe                 |                                                                                             |
| Gesamthöhe der Anlage | 114,7 m                                                                                     |
| Schanzenrekord        | Herren: 108,0 m Ryōyū Kobayashi 9. Februar 2022 Damen: 108,0 m Urša Bogataj 5. Februar 2022 |

## Internationale Wettbewerbe
Genannt werden alle von der FIS organisierten Sprungwettbewerbe.
| Datum             | Kategorie            | Schanze | 1. Platz                                                    | 2. Platz                                                             | 3. Platz                                                                     |
| ----------------- | -------------------- | ------- | ----------------------------------------------------------- | -------------------------------------------------------------------- | ---------------------------------------------------------------------------- |
| 4. Dezember 2021  | Continental Cup      | HS106   | Marija Jakowlewa                                            | Diana Toroptschenowa                                                 | Carina Vogt                                                                  |
| 4. Dezember 2021  | Continental Cup      | HS140   | David Siegel                                                | Ulrich Wohlgenannt                                                   | Stefan Rainer                                                                |
| 5. Dezember 2021  | Continental Cup      | HS140   | Ulrich Wohlgenannt                                          | David Siegel                                                         | Philipp Raimund                                                              |
| 5. Dezember 2021  | Continental Cup      | HS106   | Diana Toroptschenowa                                        | Dong Bing                                                            | Carina Vogt                                                                  |
| 5. Februar 2022   | Olympia              | HS106   | Urša Bogataj                                                | Katharina Althaus                                                    | Nika Križnar                                                                 |
| 6. Februar 2022   | Olympia              | HS106   | Ryōyū Kobayashi                                             | Manuel Fettner                                                       | Dawid Kubacki                                                                |
| 7. Februar 2022   | Olympia              | HS106   | SlowenienNika Križnar Timi Zajc Urša Bogataj Peter Prevc    | RusslandIrma Machinja Danil Sadrejew Irina Awwakumowa Jewgeni Klimow | KanadaAlexandria Loutitt Matthew Soukup Abigail Strate MacKenzie Boyd-Clowes |
| 12. Februar 2022  | Olympia              | HS140   | Marius Lindvik                                              | Ryōyū Kobayashi                                                      | Karl Geiger                                                                  |
| 14. Februar 2022  | Olympia              | HS140   | ÖsterreichStefan Kraft Daniel Huber Jan Hörl Manuel Fettner | SlowenienLovro Kos Cene Prevc Timi Zajc Peter Prevc                  | DeutschlandConstantin Schmid Stephan Leyhe Markus Eisenbichler Karl Geiger   |
| 7. Dezember 2024  | Interkontinental Cup | HS106   | Katharina Schmid                                            | Liu Qi                                                               | Anna Hollandt                                                                |
| 7. Dezember 2024  | Continental Cup      | HS106   | Benjamin Østvold                                            | Felix Hoffmann                                                       | Sølve Jokerud Strand                                                         |
| 8. Dezember 2024  | Continental Cup      | HS106   | Tomofumi Naitō                                              | Jonas Schuster                                                       | Luca Roth                                                                    |
| 8. Dezember 2024  | Interkontinental Cup | HS106   | Katharina Schmid                                            | Selina Freitag                                                       | Juliane Seyfarth                                                             |
| 14. Dezember 2024 | Weltcup              | HS106   | Katharina Schmid                                            | Eirin Maria Kvandal                                                  | Nika Prevc                                                                   |
| 15. Dezember 2024 | Weltcup              | HS106   | Katharina Schmid                                            | Ema Klinec                                                           | Lisa Eder                                                                    |